# 2025 في السودان
تحتوي هذه المقالة على أهم الأحداث التي شهدتها السودان في 2025، إضافة إلى أهم الشخصيات السودانية المولودة والمتوفية في هذه السنة.

## السياسة

### الحُكم
الرئيس ـ رئيس مجلس السيادة الإنتقالي: الفريق أول ركن عبدالفتاح البرهان

## الأحـداث

### فبراير
- تعديل الوثيقة الدستورية للفترة الإنتقالية للعام 2025[1][2]
- الجيش السوداني يفك الحصار عن مدينة الأبيّض[3]
- توقيع تحالف "الميثاق التأسيسي" بين قوات الدعم السريع وحركات مسلحة وقوى سياسية ومدنية.[4]

### مارس
- الجيش السوداني يسترد القصر الجمهوري[5]
- الجيش السوداني يعلن سيطرته على مطار الخرطوم الدولي[6]

## وفيات
- اللواء بحر أحمد بحر[7]، قائد عسكري في القوات المسلحة السودانية.
- السفير الدكتور حيدر حسن حاج الصديق (علي قاقرين)، دبلوماسي وكابتن منتخب السودان ونادي الهلال السابق.[8]
- المهندس عادل حسن محمد حسين، وزير الاتصالات والتحول الرقمي.[9]
- بروفيسور جعفر إبن عوف، استشارى طب الأطفال، ومؤسس مستشفى جعفر إبن عوف المرجعى لطب الأطفال.[10]
- رحمة الله المهدي المعروف بـ"جلحة"، قائد ميداني بقوات الدعم السريع[11]
- الفاتح محمد أحمد عروة، طيار ودبلوماسي[12]